# Mister Maker
Mister Maker fue un programa inglés que se presenta también en español. El protagonista es el artista inglés Phil Gallagher, Mister Maker, que enseña lo mejor del arte, es hacerlo tu mismo. En Latinoamérica, el programa se emite en Once TV México actualmente y en sistema de televisión por cable en el canal CBeebies desde el 17 de septiembre de 2007. Anteriormente se emitió en Discovery Kids desde el 4 de agosto de 2008 hasta el 16 de septiembre de 2012.

## Fases de Mister Maker
El programa tiene 6 fases:
- Comienzo/Arte colectiva N°1
- Figuras
- Minuto de arte/Trabajo rápido
- Niños de colores
- Enmarcar cosas
- Arte colectiva N°2/Final

## Estructura del programa

### Comienzo
Mister Maker es un artista que tiene ideas creativas como hacer un Tren de latas de Papas y otros objetos. En el inicio comienzan sacando cosas de "las gavetas locas" haciendo arte como un cuadro basura.

### Figuras
Tiene un estante con varias cosas que colecciona, y tiene figuras de juguete pequeñas (aproximadamente 1 cm) que se vuelven grandes mágicamente con dos aparatos (un plumero o una bocina) que hacen que brinquen y se vuelvan grandes.
A continuación, la lista de figuras ordenada:
- Círculo Rosa
- Triángulo Amarillo
- Cuadrado Azul
- Rectángulo Rojo

También hacen una canción llamada: Soy Una Figura.
A continuación, una figura repite su nombre, y se muestra un dibujo en el cual el espectador debe reconocer esa forma.

### Minuto de Arte/Trabajo rápido
El minuto de arte es una actividad determinada por Mister Maker y por el pájaro Clakey, un pájaro color amarillo.
Hacen determinadamente una actividad durando un minuto, que luego es repasada para que el espectador la entienda y la pueda hacer (decisión suya).

### Enmarcar cosas
Mister Maker hace arte también con cuadros por ejemplo "una pecera" o "Cabellos de Pasta", que según el quedan tan bien que hay que enmarcarlas.

### Arte colectivo
El arte colectivo es otra forma de hacer arte pero con complementos reales, por ejemplo, un muñeco de cabello de césped, entre otras cosas.

### Final
- Al final, Mister Maker guarda todo en la caja.
- En algunos capítulos al final, Mister Maker dice que es tiempo de guardar todo en la caja. Otras veces dice en las gavetas locas (en los primeros capítulos). Esto es producto del doblaje.

## Secuela
Mister Maker tiene una secuela llamada Mister Maker Comes to Town (Mister Maker sobre ruedas) que salió al aire de lunes a viernes a las 09:00 a. m. en Discovery Kids y otra llamada Mister Maker Art in the Attic (Mister Maker: Arte por doquier).

## DVD
| Número de DVD | Nombre                           | Fecha de estreno en Estados Unidos |
| ------------- | -------------------------------- | ---------------------------------- |
| 1             | Mister Maker: Hands Wing Work    | 5 de septiembre de 2009            |
| 2             | Mister Maker: Yes We Art, Art We | 10 de julio de 2010                |
| 3             | Mister Maker: Make Art           | 9 de julio de 2011                 |
| 4             | Mister Maker: Day Of Art         | 5 de mayo de 2012                  |

## Doblaje al español

### Versión Chilena
- Mister Maker: Rodrigo Saavedra
- Clakey: Cristian Lizama
- Circulo: Enzo Miranda
- Triángulo: Jessica Toledo
- Cuadrado: Miriam Aguilar
- Rectángulo: Claudio Paldicio
- País de Doblaje: Chile
- Estudio de Doblaje: Doblajes Internacionales DINT
- Direccion de Doblaje: Rodrigo Saavedra

- === Versión Mexicana ===
- Mister Maker: Irwin Daayán
- Clakey: Alejandría De los Santos
- Circulo: Manuel David
- Triangulo: Maggie Vera
- Cuadrado: Claudia Bramnfsette
- Rectangulo: Jorge Badillo
- País de doblaje: México
- Estudio de doblaje: SDI Media de México
- Dirección de doblaje: Sin Direccion
- === Versión chileno (Redoblaje) ===

- Mister Maker: Daniel Ignacio León

- Tocky: Claudio "Kakito" Varas

- Circulo: Eric León Galavis

- Triangulo: Claudia Utreras

- Cuadrado: Carolina Bertuline

- Rectangulo: Erich Jaeger

- Pais de Doblaje: Santiago Chile (Redoblaje)

- Estudio de Doblaje: Los Hermanos Leon Studios

- Direccion de Doblaje: Daniel Ignacio Leon (Temp 1-2) y Eric Leon Galavis (Temp 3) y Erich Jaeger (Temp 1 Algunos Capitulos)